# Таксим (станція метро)
41°02′14″ пн. ш. 28°59′09″ сх. д. / 41.037139597414° пн. ш. 28.985724898077° сх. д.
Таксим (тур. Taksim) — станція лінії М2 Стамбульського метрополітену. Відкрита 16 вересня 2000
Розташування — площа Таксим, Бейоглу
Конструкція — колонна трипрогінна станція глибокого закладення з однією острівною платформою.
Пересадки
- Фунікулер Таксим — Кабаташ F1
- Ностальгічний трамвай T2
- Автобуси: 25G, 32T, 35C, 36T, 37T, 38KT, 38T, 40, 40T, 42T, 46Ç, 46E, 46KT, 46T, 48N, 48T, 49T, 54Ç, 54E, 54HT, 54K, 54ÖR, 54P, 54T, 54TE, 55ET, 55T, 66, 69A, 70FE, 70FY, 70KE, 70KY, 71T, 72T, 72YT, 73, 73F, 74, 74A, 76D, 76E, 76T, 79T, 80T, 85T, 87, 89C, 89T, 92T, 93T, 97BT, 97T, 129T, 145T, 256, 559C, AVR2, DT1, DT2, SG-2, T2,
- Мікроавтобуси: Бешикташ — Таксим, Бостанджи — Таксим, Кадикьой — Таксим, Таксим — Аксарай, Таксим — Бакиркьой, Таксим — Джевізлібаг, Таксим — Флор'я, Таксим — Коджамустафапаша, Таксим — Топкапи, Таксим — Єнібосна, Таксим — Єшилкьой, Тешвікіє — Таксим.

## Туристичні пам'ятки
- Площа Таксим
  - Монумент Республіка
- Таксим-Гезі
- Культурний центр Ататюрка[en]
- Лікарня Аджибадем Таксим
- Бібліотека Ататюрка[tr]
- Церква Святої Трійці[en]
- Ciner Media Group[en]
- Готель «Інтерконтиненталь»[tr]
- Архітектурний факультет Стамбульського технічного університету[en]
- Мечеть Таксим
- Таксим Максемі[tr]
- Готель Мармара-Таксим[tr]

| Попередня станція      | Лінія | Лінія                           | Лінія | Наступна станція   |
| ---------------------- | ----- | ------------------------------- | ----- | ------------------ |
| Османбей до Хаджиосман |       | M2 (Стамбульський метрополітен) |       | Шишхане до Єнікапи |